# Női 5000 méteres gyorskorcsolya a 2014. évi téli olimpiai játékokon
A 2014. évi téli olimpiai játékokon a gyorskorcsolya női 5000 méteres versenyszámát február 19-én rendezték. Az aranyérmet a cseh Martina Sáblíková nyerte. A versenyszámban nem vett részt magyar versenyző.

## Rekordok
A versenyt megelőzően a következő rekordok voltak érvényben:
| Világrekord     | Martina Sáblíková (CZE) | 6:42,66 | Salt Lake City, Amerikai Egyesült Államok | 2011. február 18. |
| Olimpiai rekord | Claudia Pechstein (GER) | 6:46,91 | Salt Lake City, Amerikai Egyesült Államok | 2002. február 23. |

A versenyen új rekord nem született.

## Végeredmény
Mindegyik versenyző egy futamot teljesített, az időeredmények határozták meg a végső sorrendet. Az időeredmények másodpercben értendők. A verseny helyi idő szerint 17:30-kor, magyar idő szerint 14:30-kor kezdődött.
| Helyezés | Pár | Pálya | Versenyző         | Nemzet                 | Idő     | Hátrány |
| -------- | --- | ----- | ----------------- | ---------------------- | ------- | ------- |
| Arany    | 7   | K     | Martina Sáblíková | Csehország (CZE)       | 6:51,54 | –       |
| Ezüst    | 7   | B     | Ireen Wüst        | Hollandia (NED)        | 6:54,28 | +2,74   |
| Bronz    | 5   | K     | Carien Kleibeuker | Hollandia (NED)        | 6:55,66 | +4,12   |
| 4.       | 6   | K     | Olga Graf         | Oroszország (RUS)      | 6:55,77 | +4,23   |
| 5.       | 8   | K     | Claudia Pechstein | Németország (GER)      | 6:58,39 | +6,85   |
| 6.       | 8   | B     | Yvonne Nauta      | Hollandia (NED)        | 7:01,76 | +10,22  |
| 7.       | 3   | K     | Mari Hemmer       | Norvégia (NOR)         | 7:04,45 | +12,91  |
| 8.       | 4   | B     | Stephanie Beckert | Németország (GER)      | 7:07,79 | +16,25  |
| 9.       | 3   | B     | Anna Csernova     | Oroszország (RUS)      | 7:08,71 | +17,17  |
| 10.      | 2   | K     | Shoko Fujimura    | Japán (JPN)            | 7:09,65 | +18,11  |
| 11.      | 1   | K     | Bente Kraus       | Németország (GER)      | 7:10,65 | +19,11  |
| 12.      | 6   | B     | Shiho Ishizawa    | Japán (JPN)            | 7:11,54 | +20,00  |
| 13.      | 5   | B     | Masako Hozumi     | Japán (JPN)            | 7:12,42 | +20,88  |
| 14.      | 2   | B     | Ivanie Blondin    | Kanada (CAN)           | 7:20,10 | +28,56  |
| 15.      | 1   | B     | Katarzyna Wozniak | Lengyelország (POL)    | 7:28,53 | +36,99  |
| 16.      | 4   | K     | Maria Lamb        | Egyesült Államok (USA) | 7:29,64 | +38,10  |